# Dolichopus lamellicornis
Dolichopus lamellicornis är en tvåvingeart som först beskrevs av Thomson 1869.  Dolichopus lamellicornis ingår i släktet Dolichopus och familjen styltflugor.
Artens utbredningsområde är Kalifornien. Inga underarter finns listade i Catalogue of Life.